# Tyrese Martin
Tyrese Jeffrey Martin (ur. 7 marca 1999 w Allentown) – amerykański koszykarz, występujący na pozycjach rzucającego obrońcy lub niskiego skrzydłowego, od 2023 zawodnik Iowa Wolves.
28 września 2023 został zawodnikiem Minnesoty Timberwolves. 20 października 2023 opuścił klub.

## Osiągnięcia
Stan na 6 listopada 2023, na podstawie, o ile nie zaznaczono inaczej.
NCAA
- Uczestnik:
  - turnieju: 
    - NCAA (2021, 2022)
    - Portsmouth Invitational Tournament (2022)

  - meczu gwiazd NCAA – Reese’s College All-Star Game (2022)
- Zaliczony do I składu:
  - turnieju:
    - Big East (2022)
    - Portsmouth Invitational (2022)

  - dystryktu I (2022 przez USBWA)